# Conteville-lès-Boulogne
Conteville-lès-Boulogne (Nederlands:  's-Gravenhoeve) is een gemeente in het Franse departement Pas-de-Calais (regio Hauts-de-France) en telt 480 inwoners (2010). De plaats maakt deel uit van het arrondissement Boulogne-sur-Mer.

## Geografie
De oppervlakte van Conteville-lès-Boulogne bedraagt 2,1 km², de bevolkingsdichtheid is 211,9 inwoners per km².
De onderstaande kaart toont de ligging van Conteville-lès-Boulogne met de belangrijkste infrastructuur en aangrenzende gemeenten.

## Demografie
Onderstaande figuur toont het verloop van het inwonertal (bron: INSEE-tellingen).